# کلاغ پیسه

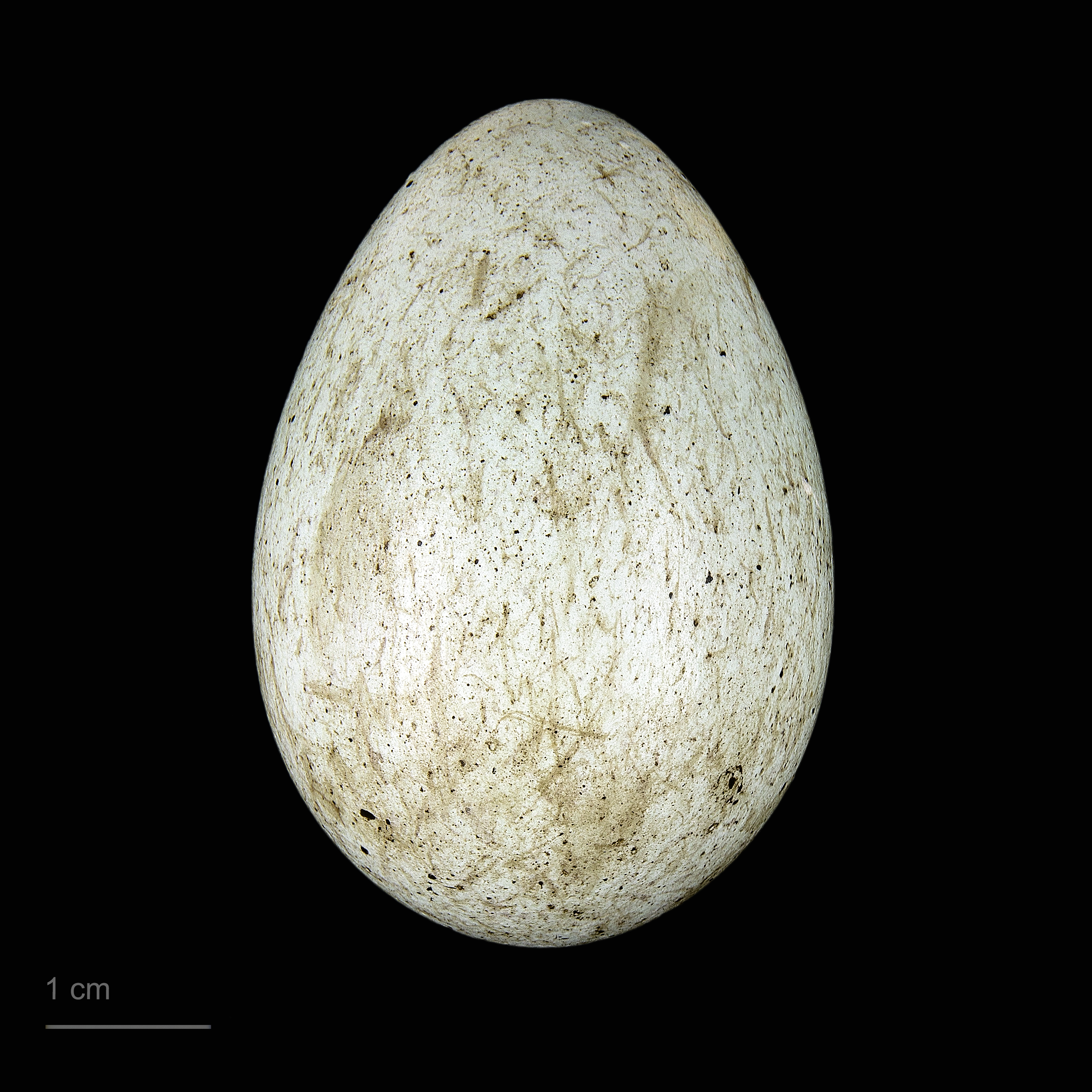
Corvus albus

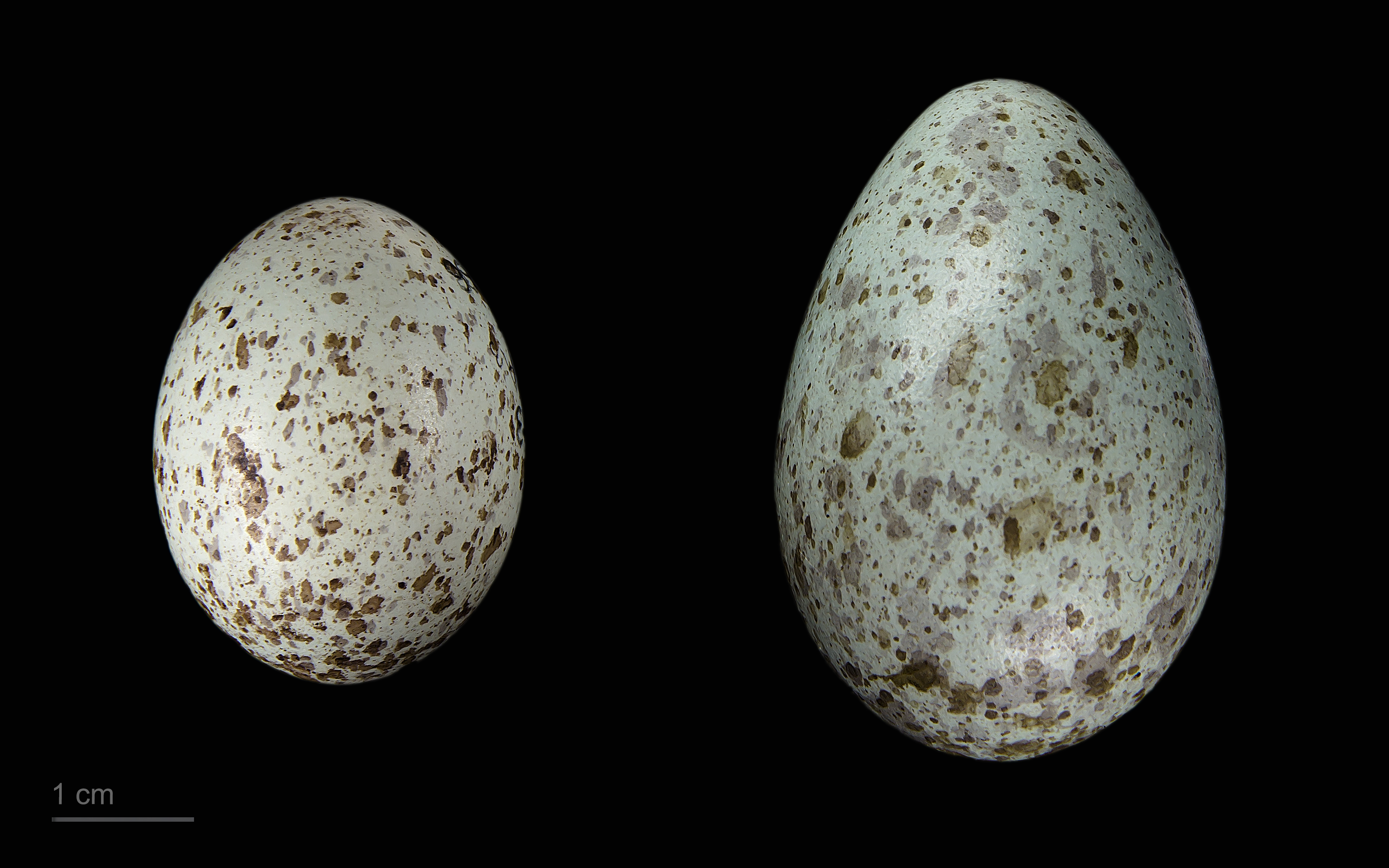
Clamator glandarius + Corvus albus

کلاغ پیسه (نام علمی: Corvus albus) نام یک گونه از سرده کلاغ است. به کلاغ پیسه، کلاپیسه و کلاغ جاره هم گفته می‌شود.